# Toulaud
Toulaud település Franciaországban, Ardèche megyében. Lakosainak száma 1701 fő (2022. január 1.). Toulaud Alboussière, Boffres, Charmes-sur-Rhône, Gilhac-et-Bruzac, Guilherand-Granges, Saint-Georges-les-Bains, Saint-Péray és Soyons községekkel határos.

## Népesség
A település népessége az elmúlt években az alábbi módon változott:
| Lakosok száma | 751  | 875  | 1256 | 1654 | 1666 | 1674 | 1700 | 1708 | 1727 | 1701 |
|               | 1968 | 1982 | 1990 | 2006 | 2013 | 2015 | 2017 | 2019 | 2020 | 2022 |

## További információk

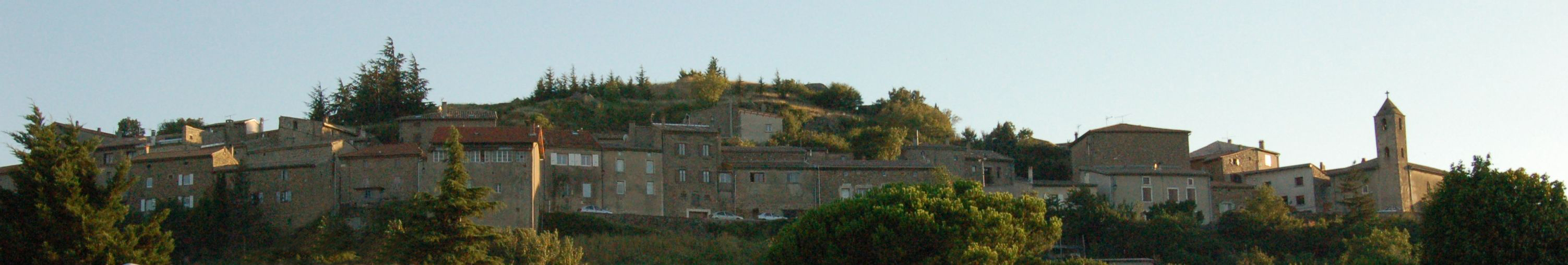